# Xuhara
Xuhara és el nom d'una muntanya, una vila i un castell del Iemen al districte d'al-Ahnum, a 90 km de la mar Roja i 110 km al nord-nord-oest de Sanaa. Antigament la poblaven els hamdan però avui dia la tribu predominant són els bakils. La població, amb tres portes, fou coneguda abans com a Miattik i modernament com a Xaharat al-Ras i el castell (a l'est de la ciutat) com a Xaharat al-Fish. En els dos períodes de domini turc els otomans van atacar repetidament la fortalesa però només el 1587 la van ocupar després d'un llarg setge. La mesquita local principal data del 1620 quan fou capital de l'imam al-Kasim ibn Muhammad, el qual hi va morir el 1644. El 1902 l'imam Yahya va fer-hi construir un pont. El 1905 els otomans la van assetjar novament però ara sense èxit.